# Groningen (provincie)
Groningen (západofrísky Grinslân) je nejsevernější nizozemská provincie. Na východě sousedí s německým spolkovým státem Dolní Sasko, dále pak s provinciemi Drenthe a Frísko. Hlavním městem je Groningen. Na severu je provincie ohraničena mělkým mořem Waddenzee, na východě estuárem řeky Emže a zálivem Dollart. Povrch je převážně rovinatý s maršemi. Nachází se zde Groningenské ložisko zemního plynu.

## Fotogalerie

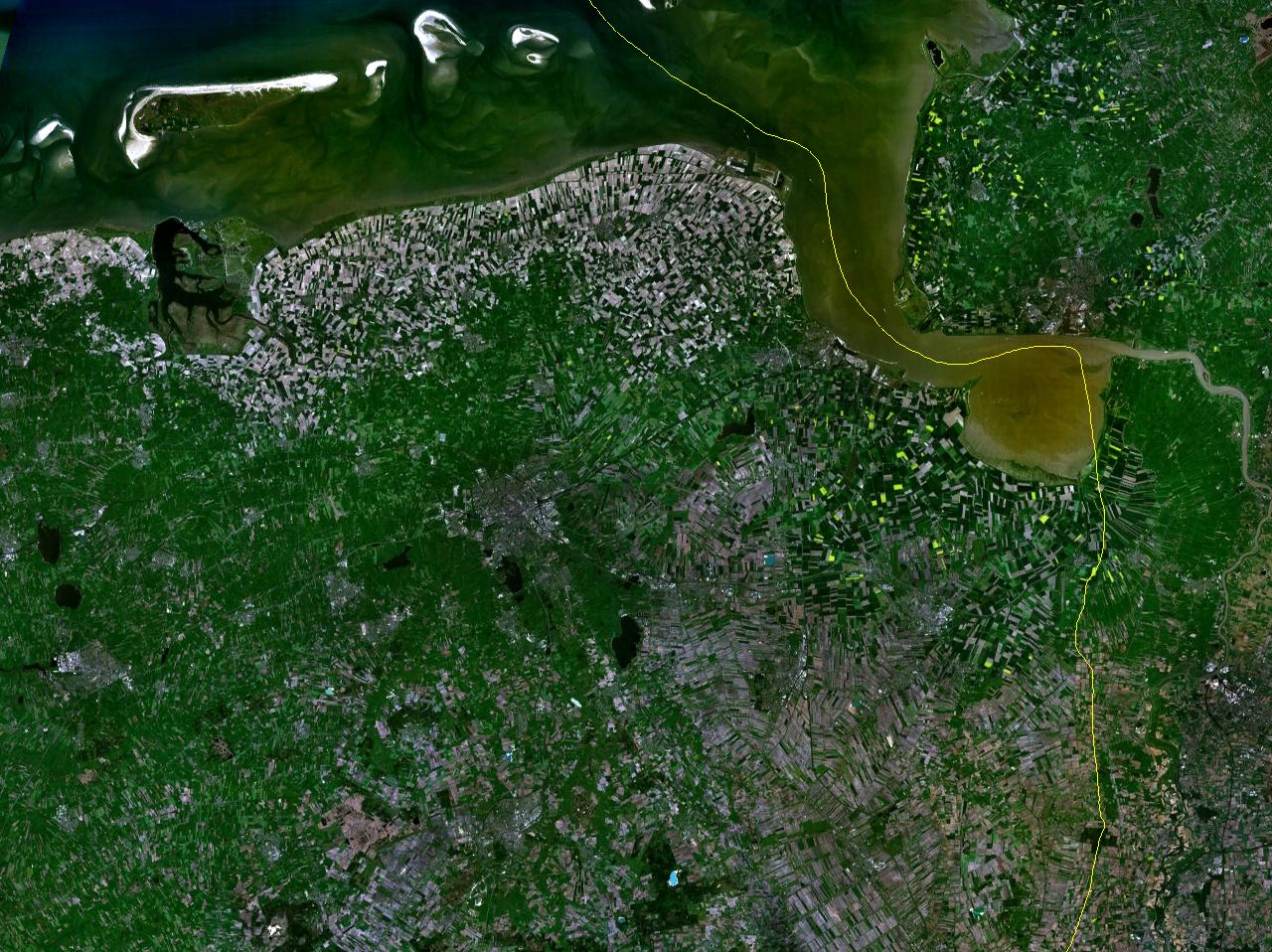
satelitní snímek
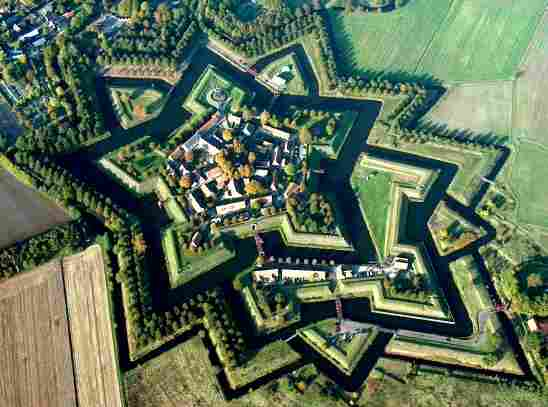
pevnost Bourtange ve tvaru hvězdy
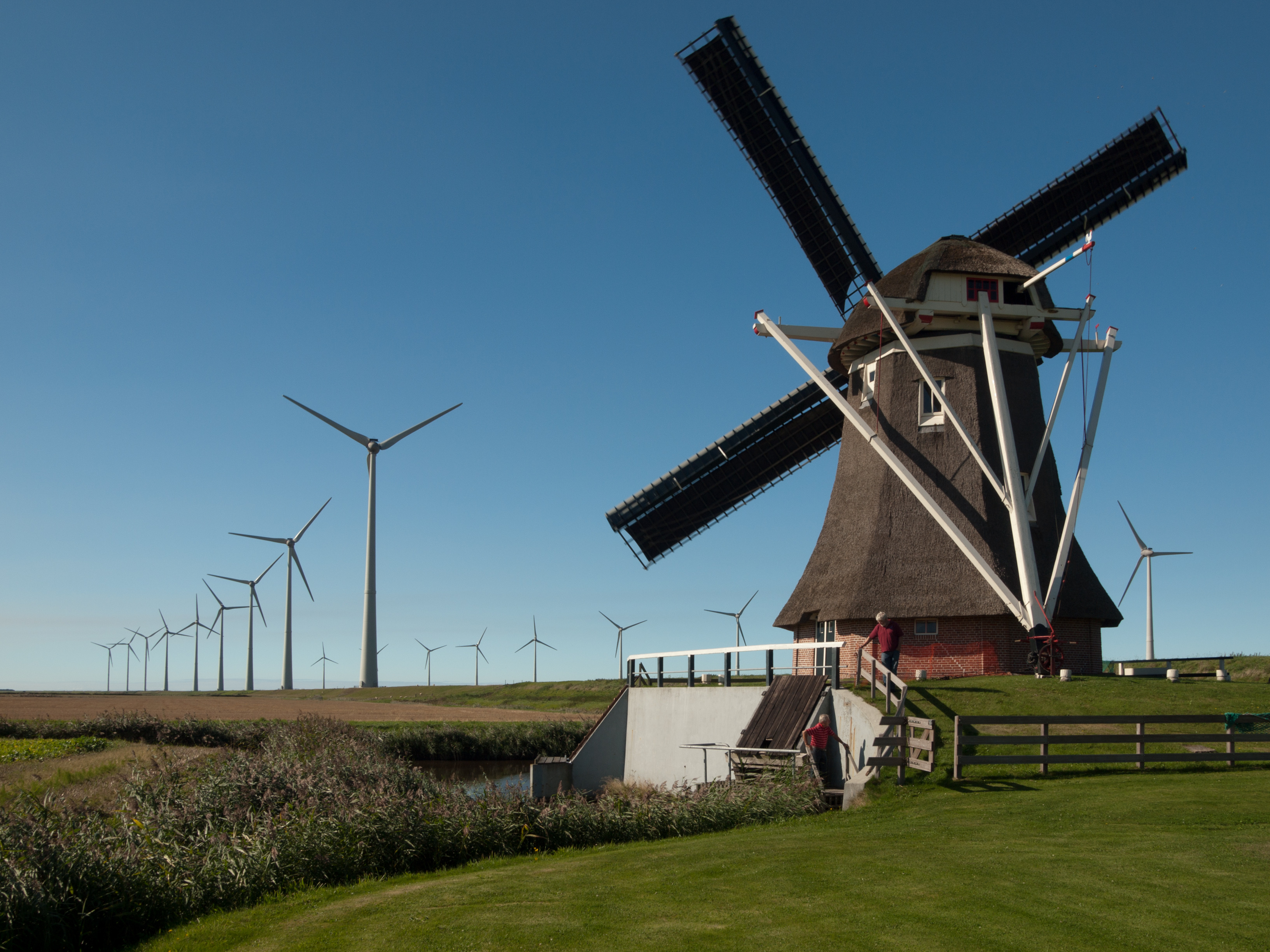
větrná přečerpávací stanice v Eemshaven